# 八方桂
八方桂（はっぽうけい）とは、将棋における変則ルールの一つ。または、そこで使われる桂馬の名称である。

## 駒の動きとしての八方桂
八方桂は、全ての方向に桂馬と同等の動きをする（駒を取るときも同様）。すなわち、チェスのナイトやマークルックのマーと同様の動きができる。
駒の再使用がルールになかった時代の古将棋における桂馬は、そもそも八方桂であったのではないかという説がある。将棋のルーツといわれているインドのチャトランガが八方桂の動きであること、日本最古の平安将棋は二方桂だと戦力的に心許ないことが理由とされる。平安将棋も以前は八方桂であったが、持ち駒使用のルールに変更された際に、他の駒とのバランスを考慮して八方桂から二方桂に変更されたと思われている。鎌倉時代後期の「二中歴」参照。他に「普通唱導集」（村山修一、法藏館、ISBN 978-4-8318-7558-7）の「桂馬を飛ばして銀に替ふ」の表現も、持ち駒を意味するという説がある。
シャンチーやチャンギの馬も八方桂の動きではあるが、他の駒を飛び越えられない。なお、本将棋や平安将棋以外に桂馬の駒が存在する古将棋には、平安大将棋、小将棋、大将棋、天竺大将棋、摩訶大大将棋、泰将棋、大局将棋がある。

## 変則ルールとしての八方桂
変則ルールの八方桂には、様々なバリエーションがある。最も有名なのは、初期配置の段階から4枚落ちで開始し、代わりに上手の桂馬のみが八方桂の動きとなる。
また、
- 成桂は、金将と八方桂の両方の動きを兼ねる。
- 上手は、下手から取った桂馬を打っても八方桂になる。
- 下手の桂馬は普通の動きで、上手から取った桂馬を打っても八方桂ではなく普通の桂馬である。

というルールになっている。同じ棋力の指し手同士ならば、ほぼ互角に戦えるとされる。
|   | ★ |    | ★ |   |
| ★ |   |    |   | ★ |
|   |   | 桂 |   |   |
| ★ |   |    |   | ★ |
|   | ★ |    | ★ |   |

|   | ★ |    | ★ |   |
| ★ | ● | ●  | ● | ★ |
|   | ● | 圭 | ● |   |
| ★ |   | ●  |   | ★ |
|   | ★ |    | ★ |   |

その他、
- 八方桂は敵陣に入っても成れず、金将の動きは兼ねられないとする
- 成った八方桂は通常の成桂とし、八方桂の機能を失う
- 上手から取った桂馬は、八方桂ではなく普通の桂馬としてしか使えない
- 下手から取った八方桂は、上手も八方桂として使える
- 駒を落とさず、先手・後手とも桂馬は全て八方桂として使う

などのバリエーションがある。
将棋棋士の坂田三吉・木見金治郎の対戦で、木見の側が4枚落ち八方桂側をもった実戦譜が残存している（木見の側が勝利。棋譜：近代将棋昭和25年8月号、湯川博士著『おもしろゲーム将棋』毎日コミュニケーションズから1991年刊行、を参照）。